# Хишам ибн аль-Ас
Хишам ибн аль-Ас (араб. هشام بن العاص‎) — один из первых сподвижников исламского пророка Мухаммеда.

## Биография
Он является сыном Аль-Аса ибн Ваиля ас-Сахми из племени Бану Сахм и младшим братом Амра ибн аль-Аса. Известно, что он принял ислам до хиджры, как можно проследить из высказывания Умара ибн аль-Хаттаб, однако точный год его принятия мусульманства неизвестен. Когда его отец узнал, что Хишам принял ислам, он запер его и пытал, чтобы гордиться среди курайшитов тем, что он не отказался пытать своего сына ради их богов аль-Лат, аль-Уззы, Хубала и других. Каждый день он бил его плетьми и предлагал отречься от своей религии, но его сын придерживался её. Жена его брата, Амра, жалела его и каждый день приносила ему еду и питьё, пока он тайно не переселился в Абиссинию, где его защищали и не пускали в окрестностях Негуса. Хишам пытался переселиться в Медину вместе с Умаром, но его планы были сорваны его семьей. Позже ему удалось переселиться в Медину вместе с Аяшем. Он освободил 50 рабов в соответствии с завещанием своего отца. Он был убит в битве при Ярмуке в 13 году хиджры (635 год н. э.).